# Dieliczoban
Dieliczoban (ros. Деличобан) – wieś w Rosji, w Dagestanie, w rejonie derbenckim. W 2010 liczyła 2217 mieszkańców, głównie Azerów.